# Gœulzin
Gœulzin est une commune française située dans le département du Nord, en région Hauts-de-France.

## Géographie

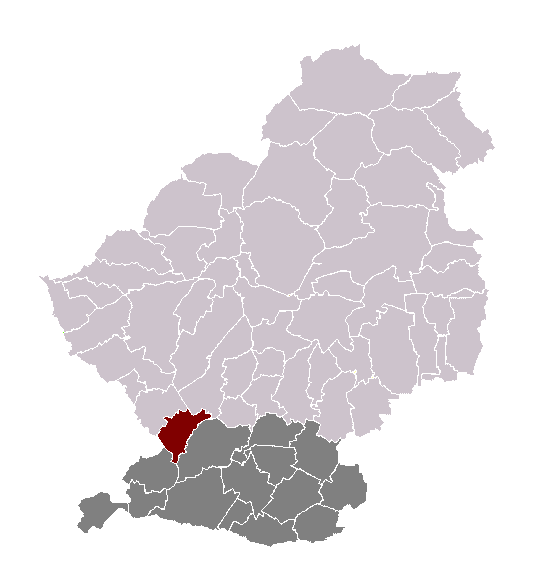
Gœulzin dans son canton et son arrondissement

Gœulzin est situé au sud de Douai.

### Communes limitrophes
| Férin              |         | Dechy  |
| Gouy-sous-Bellonne | Gœulzin |        |
| Estrées            |         | Cantin |

### Hydrographie

#### Réseau hydrographique
La commune est située dans le bassin Artois-Picardie. Elle est drainée par la dérivation de la Petite Sensée, la Petite Sensée, le Goeulzin,,.

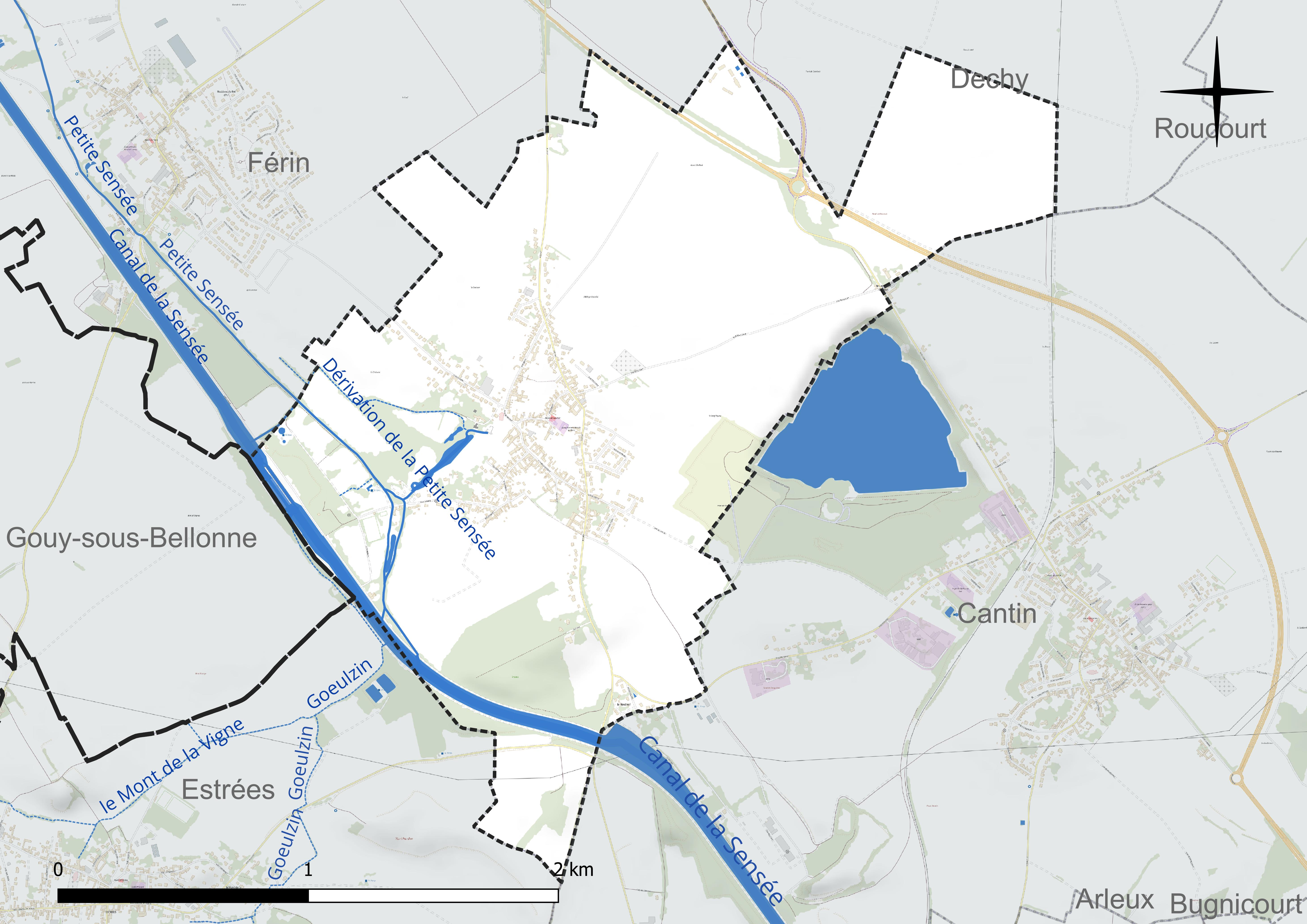
Réseau hydrographique de Gœulzin.

#### Gestion et qualité des eaux
Le territoire communal est couvert par le schéma d'aménagement et de gestion des eaux (SAGE) « Scarpe amont ». Ce document de planification concerne un territoire de 553 km2 de superficie, délimité par le bassin versant de la Scarpe amont et se composant de trois vallées : celle de la Scarpe, du Gy et du Crinchon. Le périmètre a été arrêté le 15 juillet 2010 et le SAGE proprement dit a été approuvé le 19 décembre 2023. La structure porteuse de l'élaboration et de la mise en œuvre est la communauté urbaine d'Arras.
La qualité des cours d'eau peut être consultée sur un site dédié géré par les agences de l'eau et l'Agence française pour la biodiversité.

### Climat
Pour des articles plus généraux, voir Climat des Hauts-de-France et Climat du Nord.
En 2010, le climat de la commune est de type climat océanique dégradé des plaines du Centre et du Nord, selon une étude du CNRS s'appuyant sur une série de données couvrant la période 1971-2000. En 2020, Météo-France publie une typologie des climats de la France métropolitaine dans laquelle la commune est exposée à un climat océanique et est dans la région climatique  Nord-est du bassin Parisien, caractérisée par un ensoleillement médiocre, une pluviométrie moyenne régulièrement répartie au cours de l'année et un hiver froid (3 °C).
Pour la période 1971-2000, la température annuelle moyenne est de 10,5 °C, avec une amplitude thermique annuelle de 14,6 °C. Le cumul annuel moyen de précipitations est de 713 mm, avec 12,2 jours de précipitations en janvier et 9,2 jours en juillet. Pour la période 1991-2020, la température moyenne annuelle observée sur la station météorologique la plus proche, située sur la commune de Douai à 6 km à vol d'oiseau, est de 11,0 °C et le cumul annuel moyen de précipitations est de 729,2 mm,. Pour l'avenir, les paramètres climatiques de la commune estimés pour 2050 selon différents scénarios d'émission de gaz à effet de serre sont consultables sur un site dédié publié par Météo-France en novembre 2022.

## Urbanisme

### Typologie
Au 1er janvier 2024, Gœulzin est catégorisée ceinture urbaine, selon la nouvelle grille communale de densité à sept niveaux définie par l'Insee en 2022.
Elle est située hors unité urbaine. Par ailleurs la commune fait partie de l'aire d'attraction de Douai, dont elle est une commune de la couronne,. Cette aire, qui regroupe 61 communes, est catégorisée dans les aires de 50 000 à moins de 200 000 habitants,.

### Occupation des sols
L'occupation des sols de la commune, telle qu'elle ressort de la base de données européenne d'occupation biophysique des sols Corine Land Cover (CLC), est marquée par l'importance des territoires agricoles (83 % en 2018), en augmentation par rapport à 1990 (77,3 %). La répartition détaillée en 2018 est la suivante : 
terres arables (77,3 %), zones urbanisées (11 %), zones agricoles hétérogènes (5,7 %), forêts (4,9 %), milieux à végétation arbustive et/ou herbacée (1 %), eaux continentales (0,1 %). L'évolution de l'occupation des sols de la commune et de ses infrastructures peut être observée sur les différentes représentations cartographiques du territoire : la carte de Cassini (XVIIIe siècle), la carte d'état-major (1820-1866) et les cartes ou photos aériennes de l'IGN pour la période actuelle (1950 à aujourd'hui).

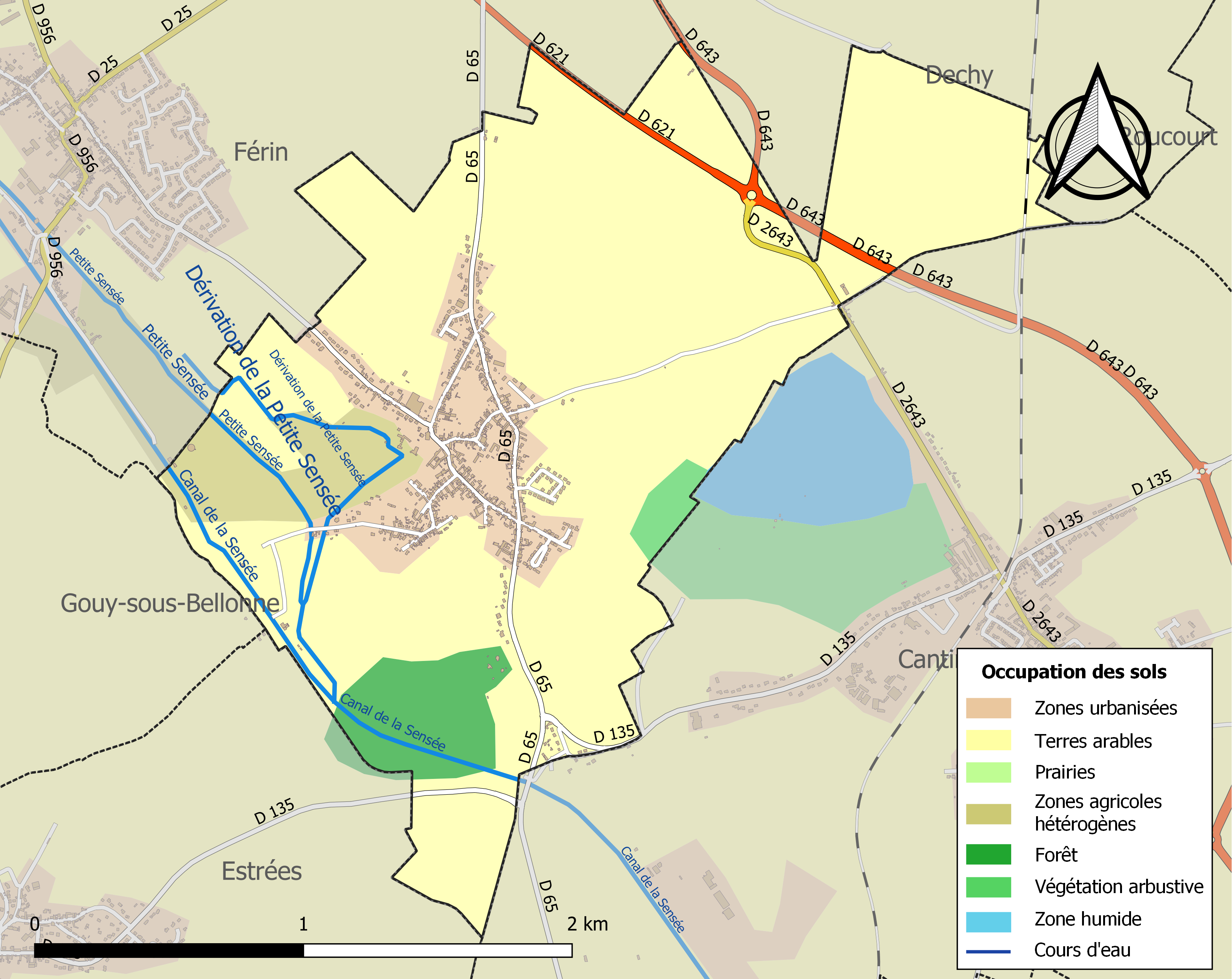
Carte des infrastructures et de l'occupation des sols de la commune en 2018 (CLC).

### Voies de communication et transports
La commune est desservie par la ligne 20 du réseau Évéole.

## Toponymie
L'origine du nom provient probablement d'un patronyme suivi du suffixe -inius.

## Histoire
Cité pour la première fois en 1076 sous le nom Golesin, un domaine foncier de l'abbaye Saint-Amé s'y trouve depuis le VIIe siècle. Le territoire est divisé entre la Flandre de la châtellenie de Douai, le Hainaut et l'Artois. Au XIIe et XIIIe siècles, plusieurs chartes mentionnent la famille seigneuriale Goeulzin. Les familles qui lui succèdent sont les Denain, de Lille-Fresnes et de Bucquoy. enfin, vers 1745, le village est racheté par les Taffin d'Heursel jusqu'à la Révolution.
Jean-Charles-Louis Taffin (1717-1782), écuyer, est seigneur de Gœulzin, Hordain, Heursel.. Fils de Pierre, écuyer, et de Marie-Claire du Hamel, il est baptisé à Valenciennes le 13 janvier 1717, devient bourgeois de Lille le 3 février 1764, capitaine au régiment de Fleury infanterie, chevalier de Saint-Louis, et meurt à Lille le 14 décembre 1782, à 65 ans. Il prend pour femme à Lille le 2 février 1749 Marie-Louise-Virginie Des Flandres (1722-1768). Fille de Jean-Pierre, écuyer, puis chevalier, seigneur du Coutre et de Radinghem-en-Weppes, bourgeois de Lille, échevin, mayeur et rewart (chargé de la police) de Lille, et de Anne-Virginie Poulle, elle est baptisée à Lille le 17 janvier 1722 et meurt à Gœulzin le 6 décembre 1768, à 46 ans.

## Héraldique
|  | Les armes de Gœulzin se blasonnent ainsi :"De gueules au pairle d'hermines." |

## Politique et administration

### Tendances politiques et résultats
Lors du premier tour des élections municipales le 15 mars 2020, quinze sièges sont à pourvoir ; on dénombre 915 inscrits, dont 567 votants (61,97 %), 11 votes blancs (1,94 %) et 556 suffrages exprimés (98,06 %). La liste Nouvel horizon 2026 pour Gœulzin menée par le maire sortant Francis Fustin recueille 322 voix (57,91 %) et remporte douze sièges au conseil municipal contre trois pour la liste Gœulzin 2020 avec vous ! menée par Denis Lamy avec 234 voix (42,09 %),.

### Liste des maires
Maire de 1802 à 1807 : Lemaire fils,.

Maire en 1881 : D'Heursel.
| Période                                  | Période       | Identité                       | Étiquette | Qualité      |
| ---------------------------------------- | ------------- | ------------------------------ | --------- | ------------ |
| 1846                                     | décembre 1852 | Louis Charles Taffin d'Heursel |           | Propriétaire |
| 1965                                     | mars 1971     | Gérard Vanlichtervelde         |           | Représentant |
| mars 1977                                | 1986          | Clotaire Oliveau               |           | Proviseur    |
| 1986                                     | juin 1995     | Maurice Cottin                 |           |              |
| juin 1995                                | mars 2014     | Bernard Mercier                | SE        | Professeur   |
| mars 2014                                | En cours      | Francis Fustin                 | UDI       |              |
| Les données manquantes sont à compléter. |               |                                |           |              |

## Population et société

### Démographie

#### Évolution démographique
L'évolution du nombre d'habitants est connue à travers les recensements de la population effectués dans la commune depuis 1793. Pour les communes de moins de 10 000 habitants, une enquête de recensement portant sur toute la population est réalisée tous les cinq ans, les populations de référence des années intermédiaires étant quant à elles estimées par interpolation ou extrapolation. Pour la commune, le premier recensement exhaustif entrant dans le cadre du nouveau dispositif a été réalisé en 2004.

En 2022, la commune comptait 1 044 habitants, en évolution de +2,55 % par rapport à 2016 (Nord : +0,51 %, France hors Mayotte : +2,11 %).
| 1793 | 1800 | 1806 | 1821 | 1831 | 1836 | 1841 | 1846  | 1851 |
| ---- | ---- | ---- | ---- | ---- | ---- | ---- | ----- | ---- |
| 557  | 754  | 797  | 894  | 963  | 968  | 998  | 1 036 | 930  |

| 1856 | 1861 | 1866 | 1872 | 1876 | 1881 | 1886 | 1891 | 1896 |
| ---- | ---- | ---- | ---- | ---- | ---- | ---- | ---- | ---- |
| 902  | 938  | 937  | 888  | 901  | 902  | 859  | 896  | 880  |

| 1901 | 1906 | 1911 | 1921 | 1926 | 1931 | 1936 | 1946 | 1954 |
| ---- | ---- | ---- | ---- | ---- | ---- | ---- | ---- | ---- |
| 838  | 894  | 818  | 771  | 757  | 761  | 798  | 845  | 842  |

| 1962 | 1968 | 1975 | 1982 | 1990  | 1999  | 2004  | 2006  | 2009  |
| ---- | ---- | ---- | ---- | ----- | ----- | ----- | ----- | ----- |
| 860  | 848  | 891  | 893  | 1 080 | 1 096 | 1 112 | 1 104 | 1 061 |

| 2014  | 2019  | 2022  | - | - | - | - | - | - |
| ----- | ----- | ----- | - | - | - | - | - | - |
| 1 001 | 1 049 | 1 044 | - | - | - | - | - | - |

#### Pyramide des âges
En 2018, le taux de personnes d'un âge inférieur à 30 ans s'élève à 28,8 %, soit en dessous de la moyenne départementale (39,5 %). À l'inverse, le taux de personnes d'âge supérieur à 60 ans est de 30,7 % la même année, alors qu'il est de 22,5 % au niveau départemental.
En 2018, la commune comptait 493 hommes pour 541 femmes, soit un taux de 52,32 % de femmes, légèrement supérieur au taux départemental (51,77 %).
Les pyramides des âges de la commune et du département s'établissent comme suit.
| Hommes | Classe d’âge | Femmes |
| ------ | ------------ | ------ |
| 0,6    | 90 ou +      | 0,9    |
| 8,2    | 75-89 ans    | 9,5    |
| 20,5   | 60-74 ans    | 21,5   |
| 22,9   | 45-59 ans    | 22,0   |
| 18,9   | 30-44 ans    | 17,2   |
| 14,7   | 15-29 ans    | 13,0   |
| 14,1   | 0-14 ans     | 15,8   |

| Hommes | Classe d’âge | Femmes |
| ------ | ------------ | ------ |
| 0,5    | 90 ou +      | 1,4    |
| 5,3    | 75-89 ans    | 8,1    |
| 14,8   | 60-74 ans    | 16,2   |
| 19,1   | 45-59 ans    | 18,4   |
| 19,5   | 30-44 ans    | 18,7   |
| 20,7   | 15-29 ans    | 19,1   |
| 20,2   | 0-14 ans     | 18     |

## Culture locale et patrimoine
- l'ancienne brasserie Gœulzin

### Lieux et monuments

#### Le château de Gœulzin
Deux toiles des Albums de Croÿ dépeignent le château dont les fondations datent du Moyen Âge. Il est entièrement reconstruit en briques et pierres au XVIIe siècle par le comte de Bucquoy. Les soubassements, le fossé et les tourelles sont toujours visibles aujourd'hui. La dernière restauration date du XIXe siècle. Le dernier habitant du château est la comtesse d'Heursel, morte en 1911. En 1914, il est occupé par les troupes allemandes qui construisent un abri au pied des murailles. Très endommagé par la guerre, seul le pavillon de chasse a été restauré.
- Le château de Gœulzin non préservé, en ruines.
- La tour carrée du château dite tour glacière colombier[30].

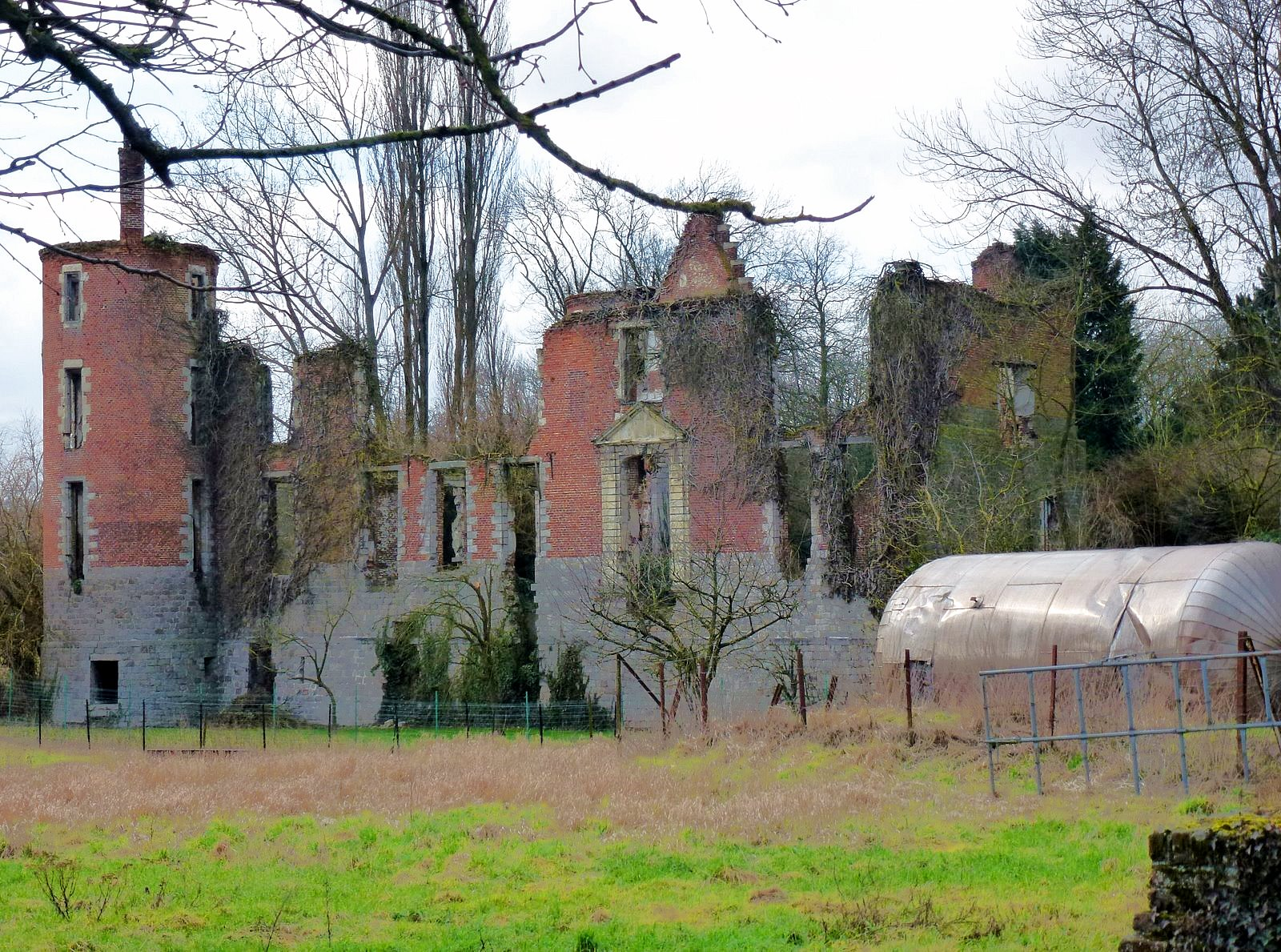
Le Château de Gœulzin.
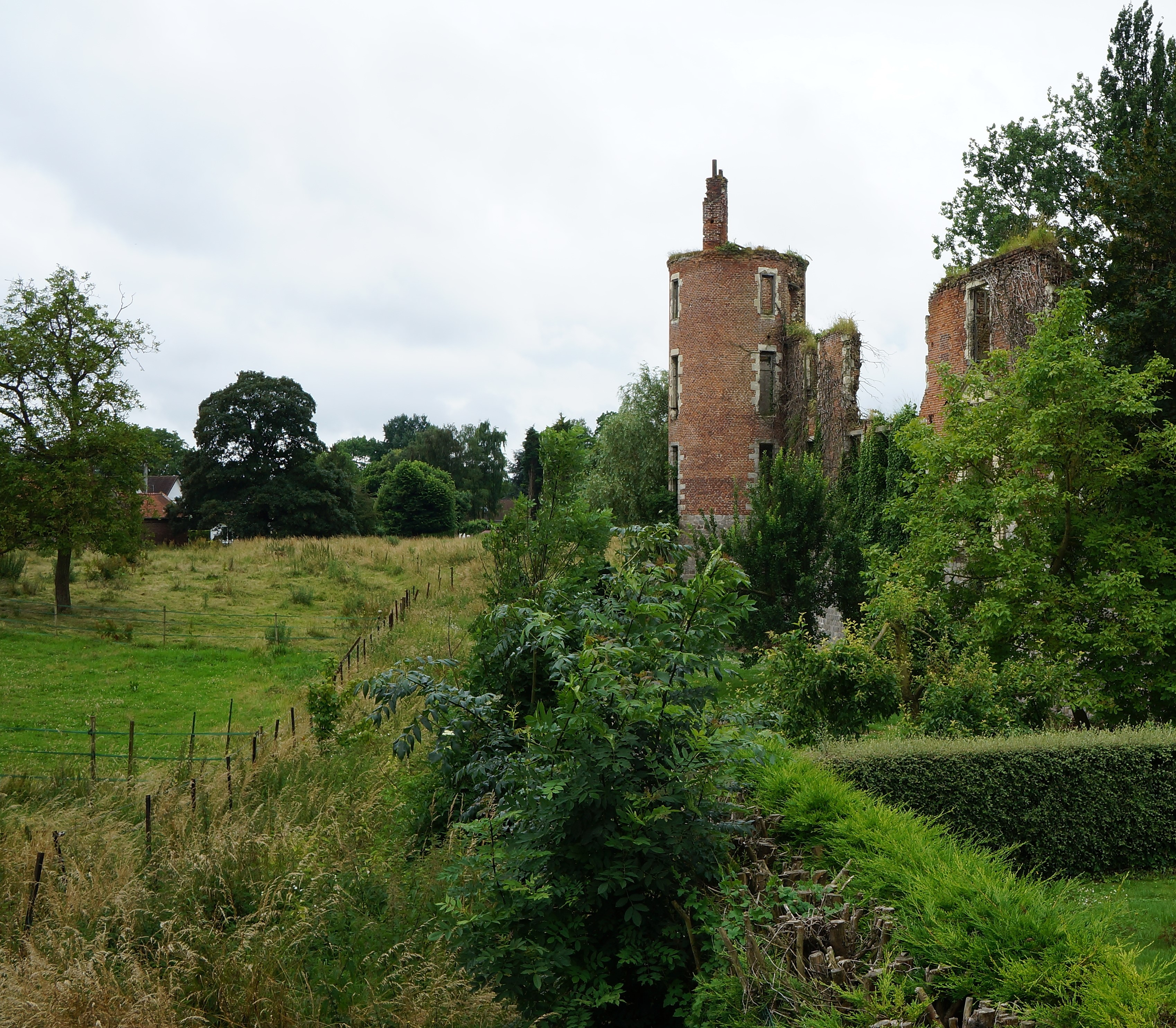
La tour carrée du château de Gœulzin.
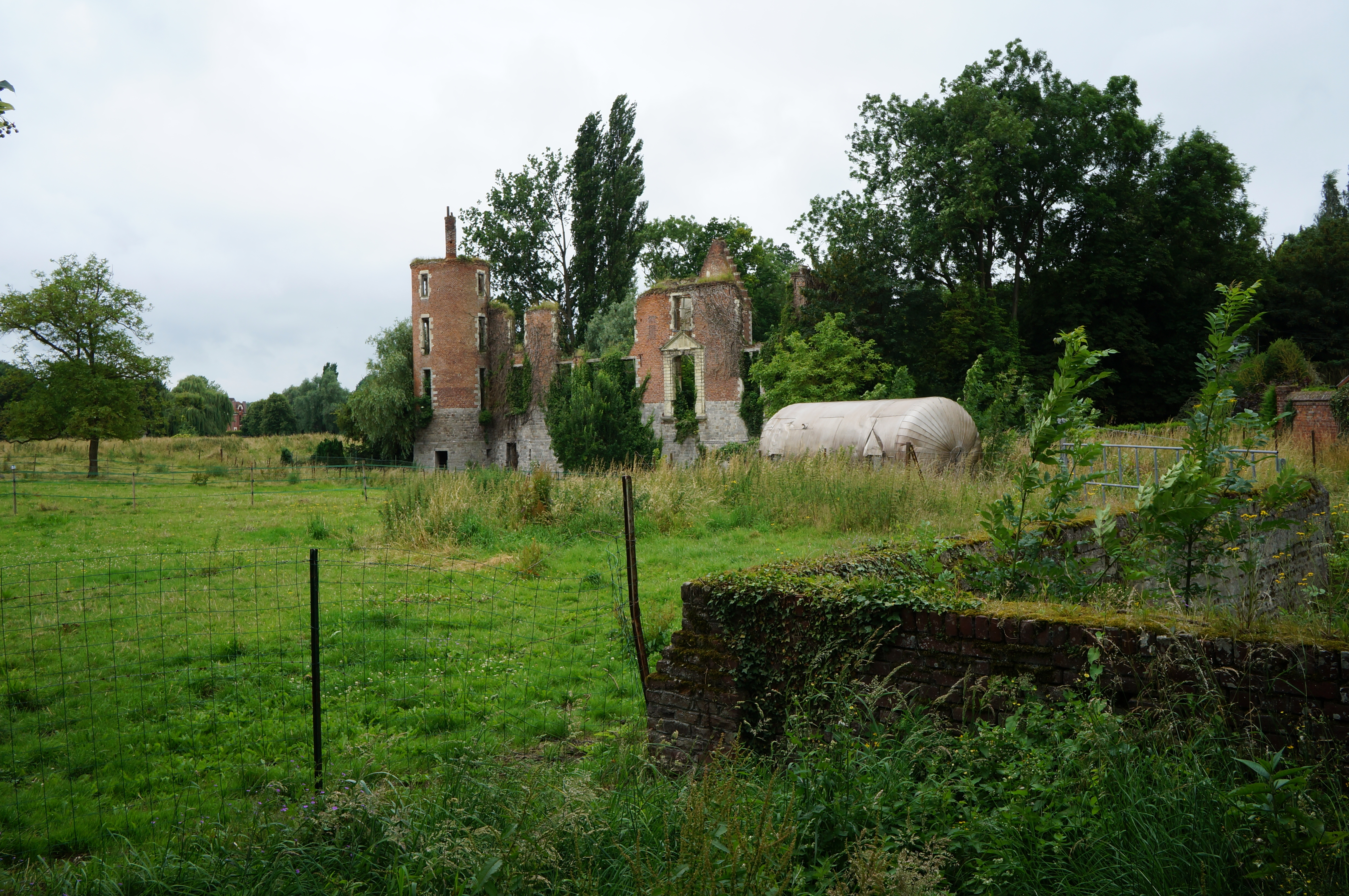
Le Château de Gœulzin.

#### Église St Jacques le Majeur
- L'église Saint-Jacques dont l'état se dégrade.

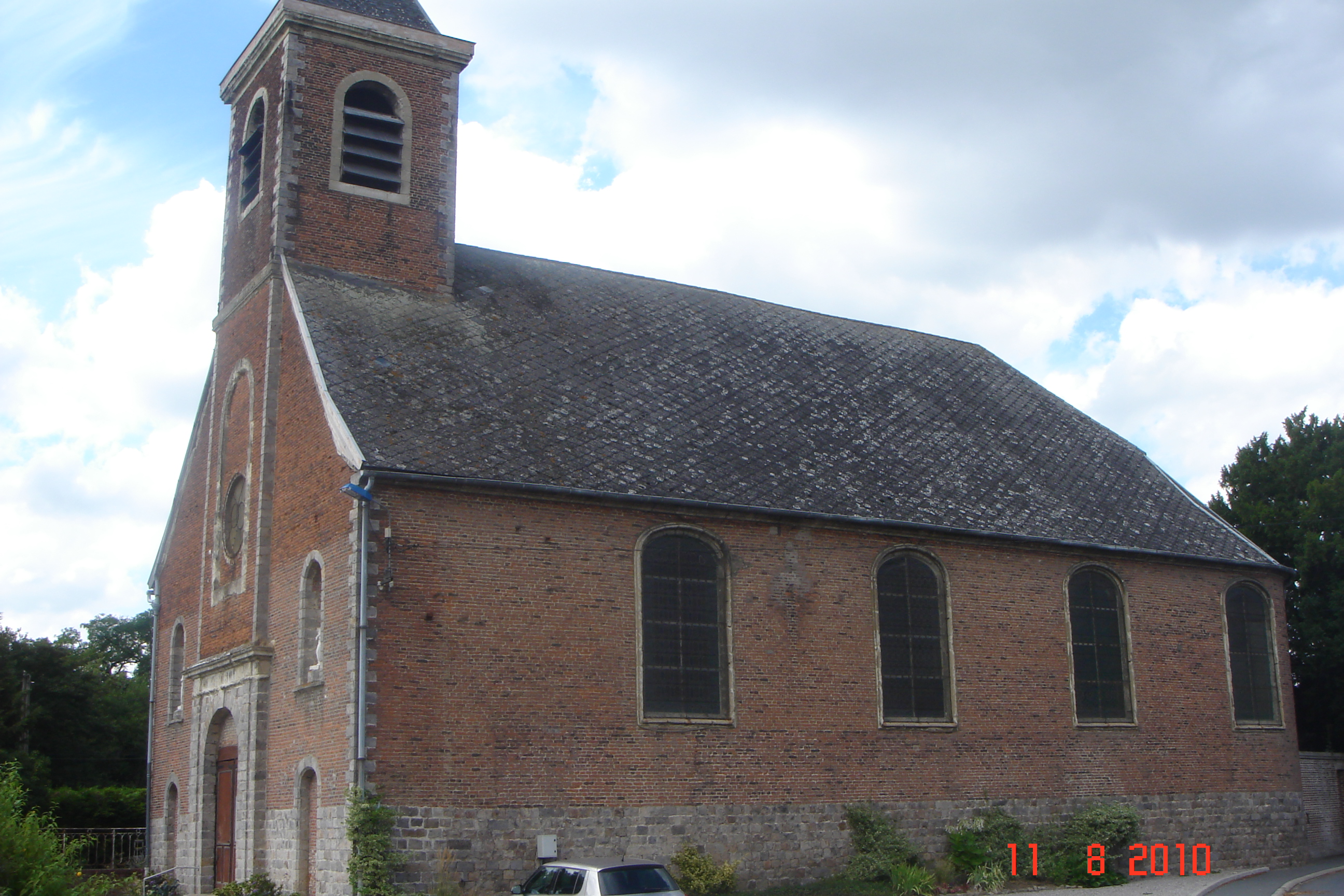
L'église.

#### Ouvrages sur le canal de la Sensée

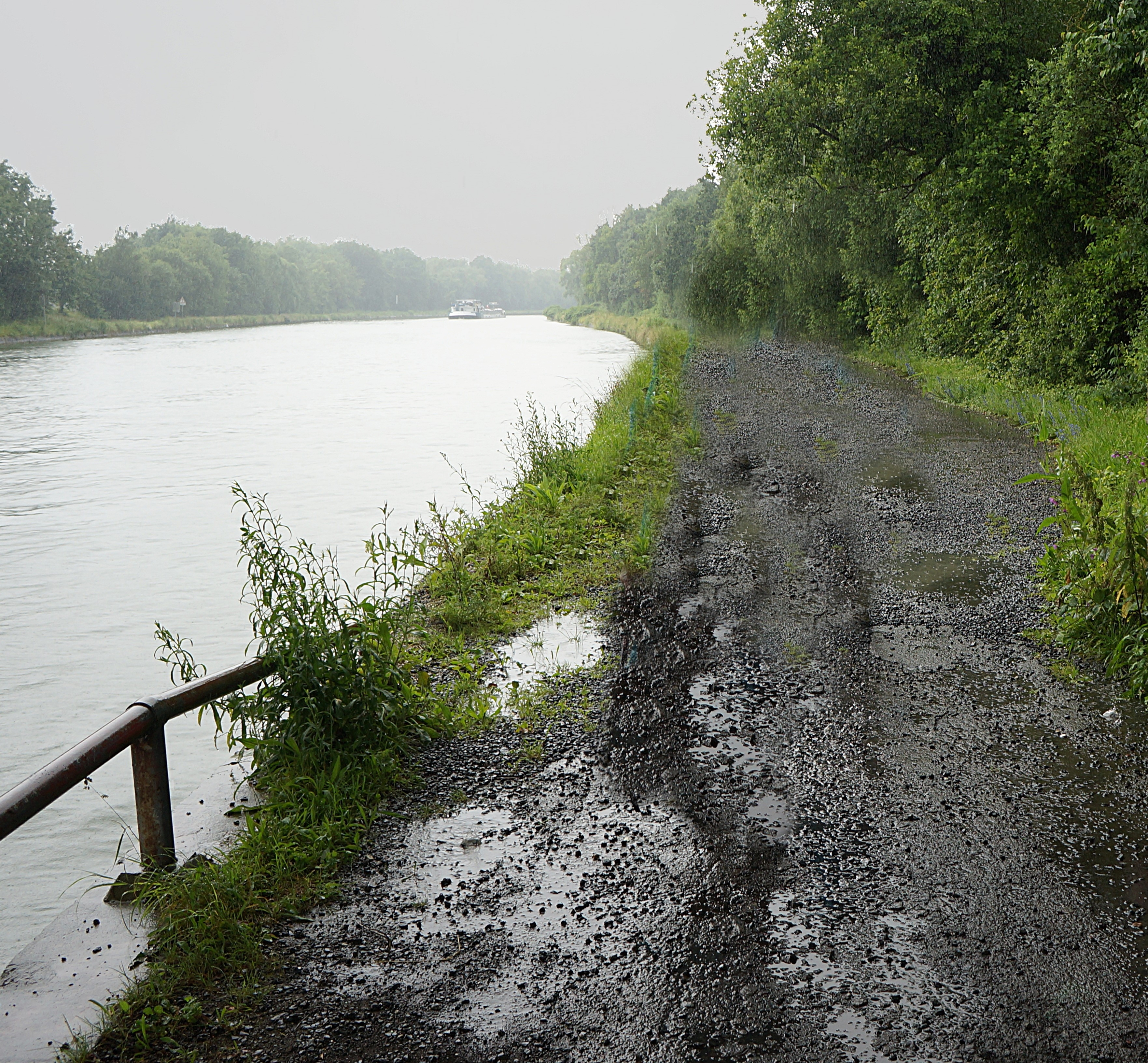
Le canal de la Sensée.
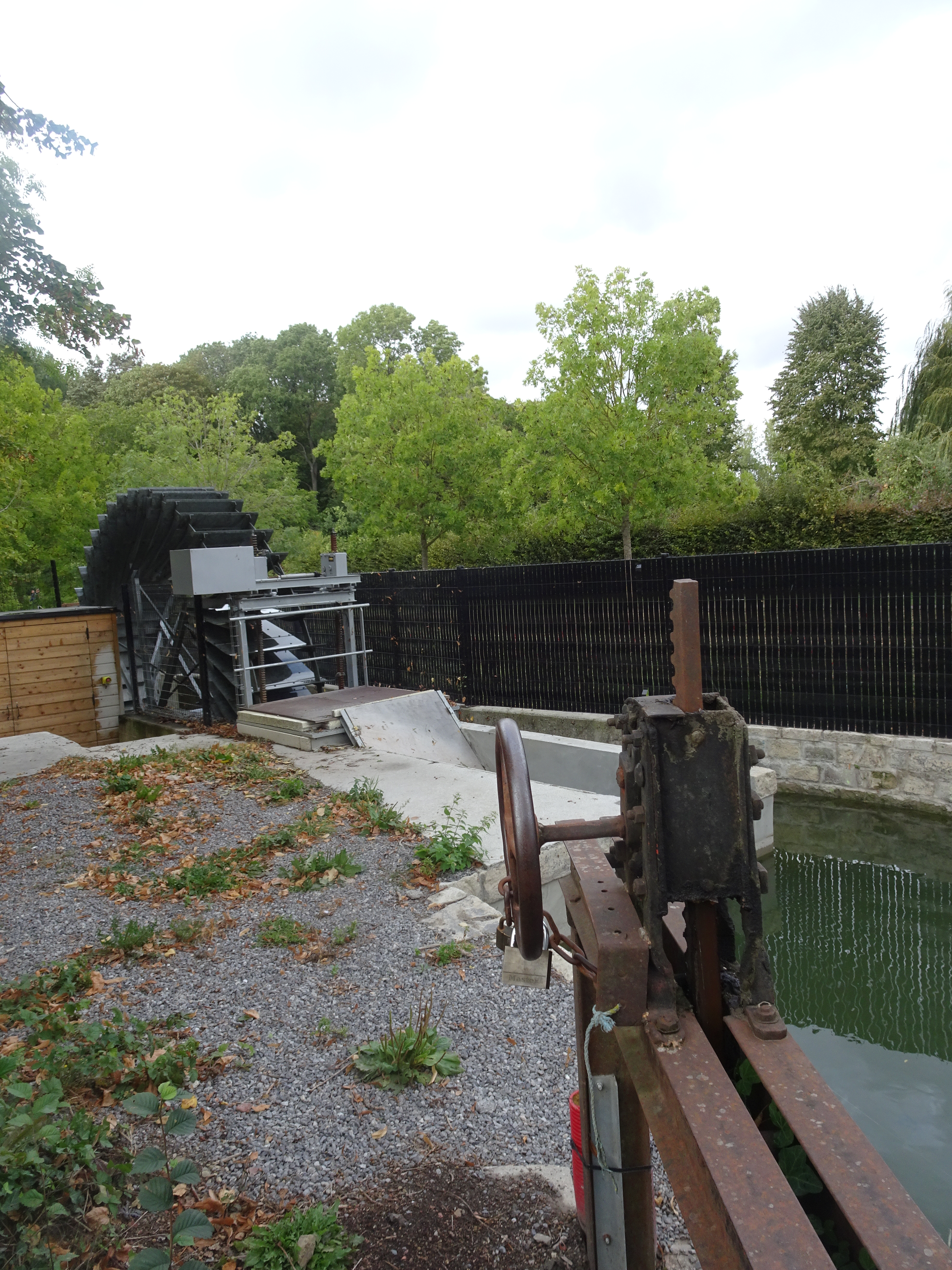
Pico-centrale hydroelectrique de la Petite Sensée

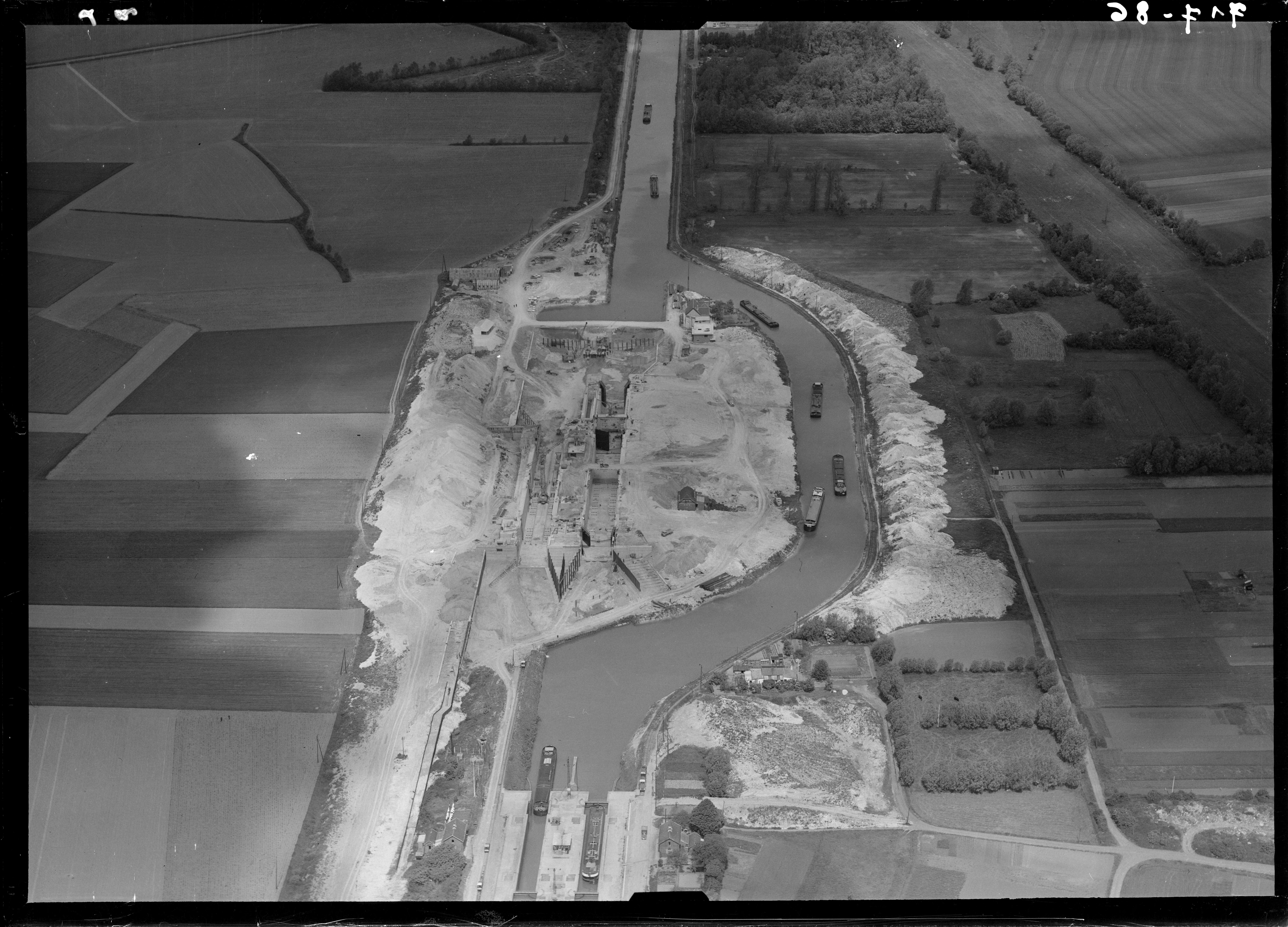
Rénovation de l'écluse de Goeulzin en mai 1965

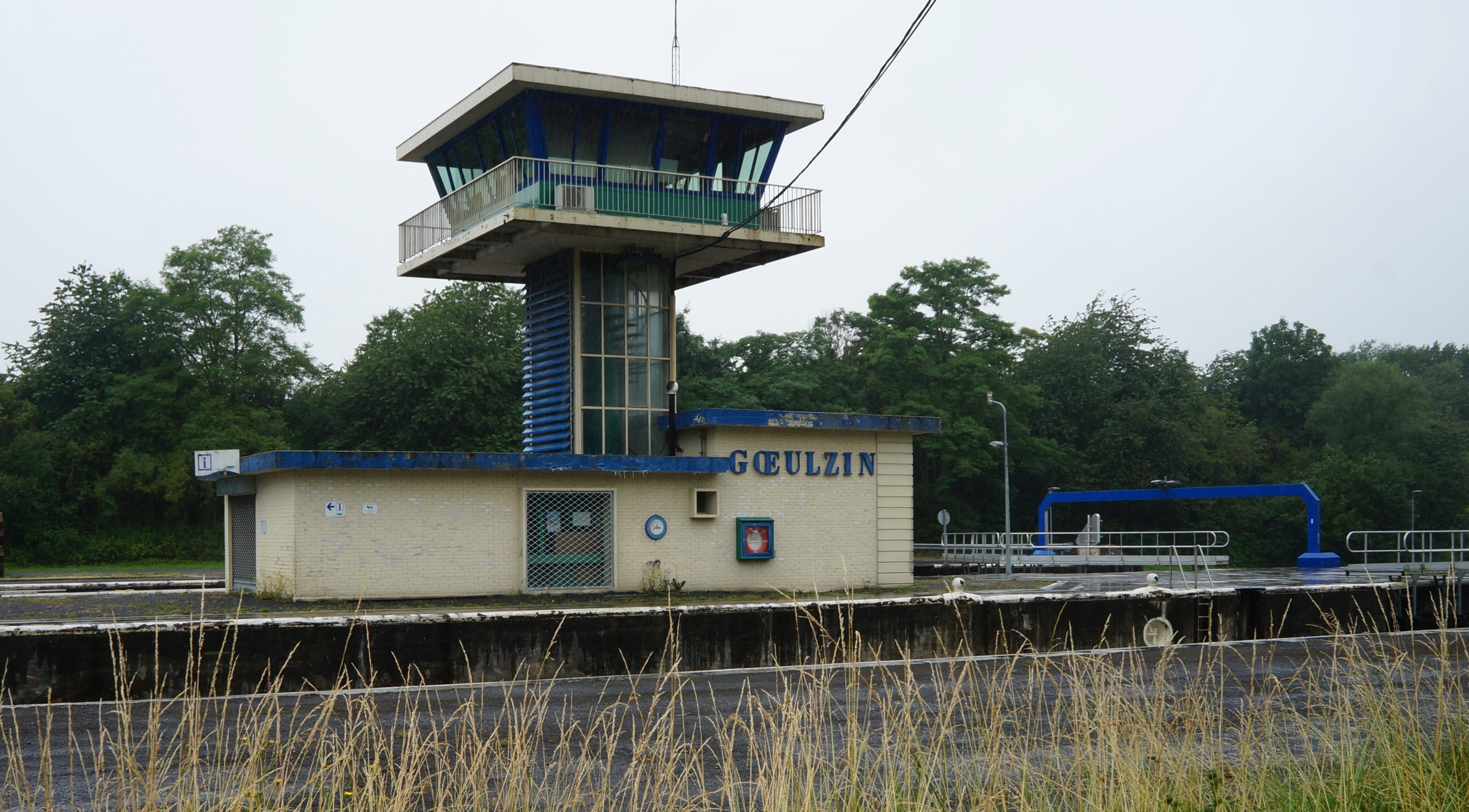
L'écluse sur la Sensée.

### Folklore
Gœulzin a pour géants Gœulzinus, Mireille et Gœulzinain.

## Pour approfondir